# Millosh Gjergj Nikolla
Millosh Gjergj Nikolla (n. 13 octombrie 1911 - d. 26 august 1938) a fost un poet albanez, cunoscut sub pseudonimul Migjeni.
A scris versuri neoromantice, de inspirație revoluționară, evocând tablouri sumbre ale realităților albaneze ale timpului său și exprimând speranța într-un viitor luminos și în progresul științei.

## Scrieri
- 1936: Vargjet e lira ("Versuri libere");
- 1961: Veprat ("Opere"), proză.

1. ↑  Мигени, Marea Enciclopedie Sovietică (1969–1978)[*]
2. 1 2  CONOR.SI[*] Verificați valoarea |titlelink= (ajutor)